# جنکینز (ایلینوی)
جنکینز (به انگلیسی: Jenkins) یک منطقهٔ مسکونی در ایالات متحده آمریکا است که در شهرستان دویت، ایلینوی واقع شده‌است. جنکینز ۲۲۴٫۰۳ متر بالاتر از سطح دریا واقع شده‌است.